# Emly Starr
Emly Starr, nacida Marie-Christine Mareel, (Laarne, 5 de septiembre de 1958) es una cantante belga de idioma neerlandés. Apareció en la película documental Santiago Lovers de Romano Ferrari.
Ha participado en numerosos concursos de danza y canto. Participó en el Festival Yamaha Music en Tokio en 1980 con el tema "Mary Brown", siendo finalista como Emily Starr Explosion.
Starr participó en el Festival de la Canción de Eurovisión 1981 donde interpretó "Samson" y acabó en 13.er lugar.
En 1986, apareció en el papel de una cantante llamada Erika en la película belga Springen del director Jean-Pierre De Decker, cantando la canción "Jump in the Dark".

## Discografía

### Singles
- "Tears Of Gold" / idem instr. (1976)
- "Back to the Beatles" / "I'll risk it" (1977)
- "Cha Cha D'Amore" / idem instr. (1977)
- "Dance of love" / "My Time (is your time)" (1977)
- "No No Sheriff" / idem instr. (1978)
- "Santiago Lover" / idem instr. (1978)
- "Baby love me" / idem instr. (1979)
- "Hey Aloha (Honolulu)" / "Baby love me" (1979)
- "Do Svidaanja" / "Bee bop boogie" (1980)
- "Get Up" / "Music in the air" (1980)
- "Mary Brown" / "Rock 'n' Roll Woman" (1980, Japón)
- "Sweet Lips" / "Hang On" (1981)
- "Let Me Sing" / "Baby I need your loving" (1981)
- "Samson" (Samson & Delilah) (1981, en neerlandés e inglés)
- "Dynamite" / idem instr. (1982)
- "Key To Your Heart" / "The Letter" (1983)
- "Jump in the Dark" / "I know (how to love you)" (1986)
- "Rock and roll woman" / "I need help" (jaartal?)

### Álbumes
- 1980: Emly Starr
- 1980: The Best of Emly Starr Explosion
- 1981: Emly Starr Explosion
- 1982: Greatest Hits
- 1984: The Letter